# Estación de Mouton-Duvernet
Mouton-Duvernet es una estación de la línea 4 del metro de París situada en el XIV Distrito, al sur de la capital. 

## Historia
La estación fue inaugurada el 30 de octubre de 1909 con la apertura del segundo tramo de la línea 4.
Debe su nombre al general francés Régis Barthélemy Mouton-Duvernet. Fue la primera estación de la red en sustituir los azulejos blancos por unos de color naranja dando lugar al que se conoció como estilo Mouton. Afectó a unas 20 estaciones. 

## Descripción
Se compone de dos andenes laterales de 75 metros de longitud y de dos vías. 
Tras su completa renovación en el 2007 ha dejado atrás el estilo Mouton y luce un revestimiento clásico compuesto de azulejos blancos biselados.
Su iluminación emplea el moderno modelo vagues (olas) con estructuras casi adheridas a la bóveda que sobrevuelan ambos andenes proyectando la luz en varias direcciones. Por su parte, los asientos son nuevos modelos Coquille o Smiley, unos asientos en forma de cuenco inclinado para que parte del mismo pueda usarse como respaldo y que poseen un hueco en la base en forma de sonrisa. Por último, la tipografía empleada también es la más reciente, llamada Parisine, en ella  el nombre de la estación aparece en letras blancas sobre un panel metálico de color azul
Como todas las estaciones de la línea 4 dispone de puertas de andén.

## Accesos
La estación dispone de tres accesos situados a lo largo de la avenida du Général Leclerc. Uno de ellos, realizado por Hector Guimard está catalogada como Monumento Histórico.